# Ескиполос (Украйна)
Ескиполос (на украински: Глибоке) е село в югозападна Украйна, разположено в Белгородднестровски район на Одеска област. Населението му е около 1230 души (2001).

## История
Селото е основано през 1830 година от български преселници в Руската империя, идващи главно от лозенградското село Ескиполос. През 1856 година, след Кримската война, селото влиза в границите на Молдова и българското население се изселва в Таврия. През 1945 година официалното му име е променено на Глубокое. Днес повечето жители на селото са молдовани и украинци.

## Население
Населението на селото според преброяването през 2001 г. е 1232 души.

### Езици
Численост и дял на населението по роден език, според преброяването на населението през 2001 г.:
| Роден език | Численост | Дял (в %) |
| Общо       | 1232      | 100.00    |
| Молдовски  | 982       | 79.70     |
| Руски      | 142       | 11.52     |
| Украински  | 73        | 5.92      |
| Български  | 14        | 1.13      |
| Гагаузки   | 5         | 0.40      |
| Беларуски  | 2         | 0.16      |
| Други      | 14        | 1.13      |